# Kronometer

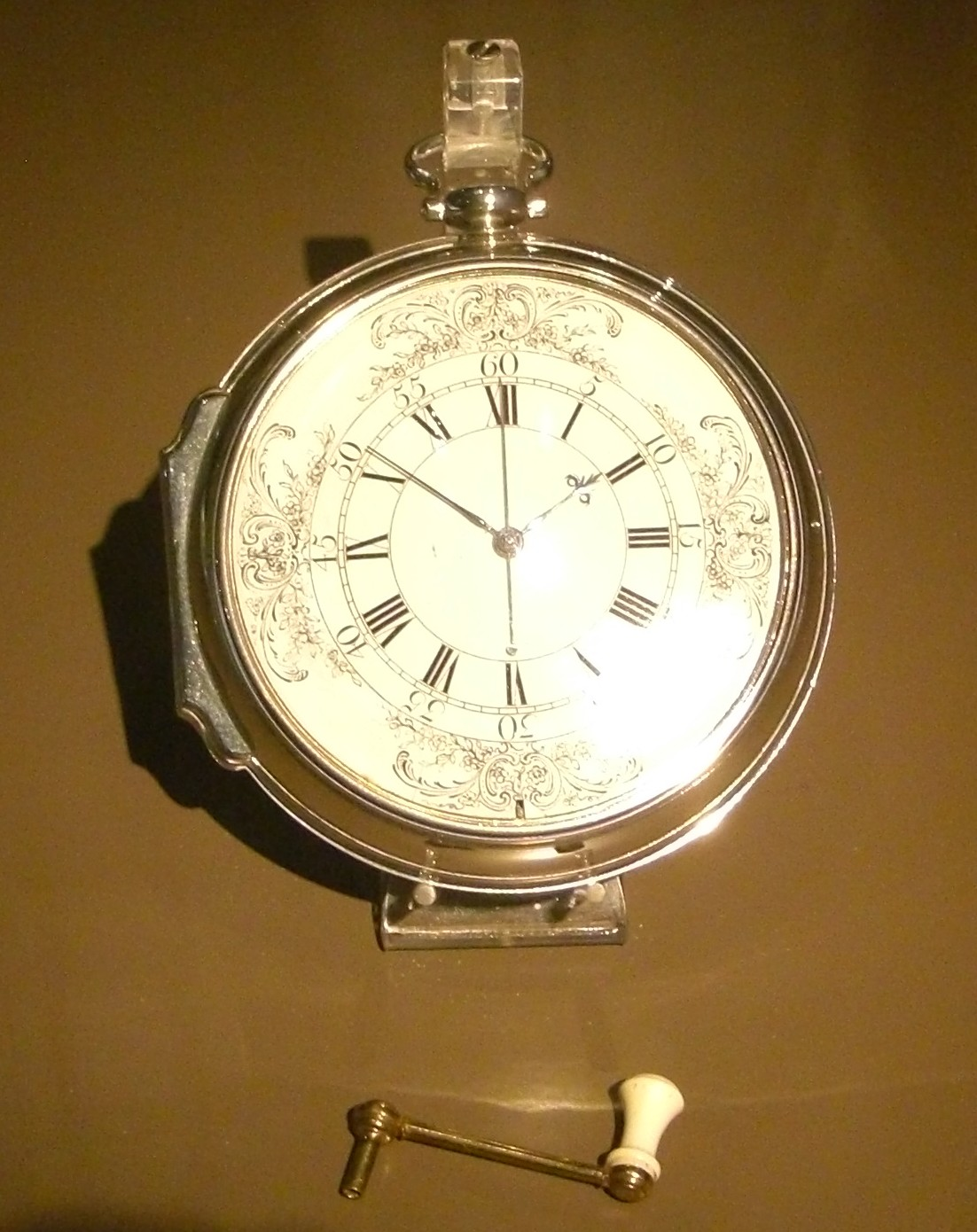
Harrisons kronometer H4

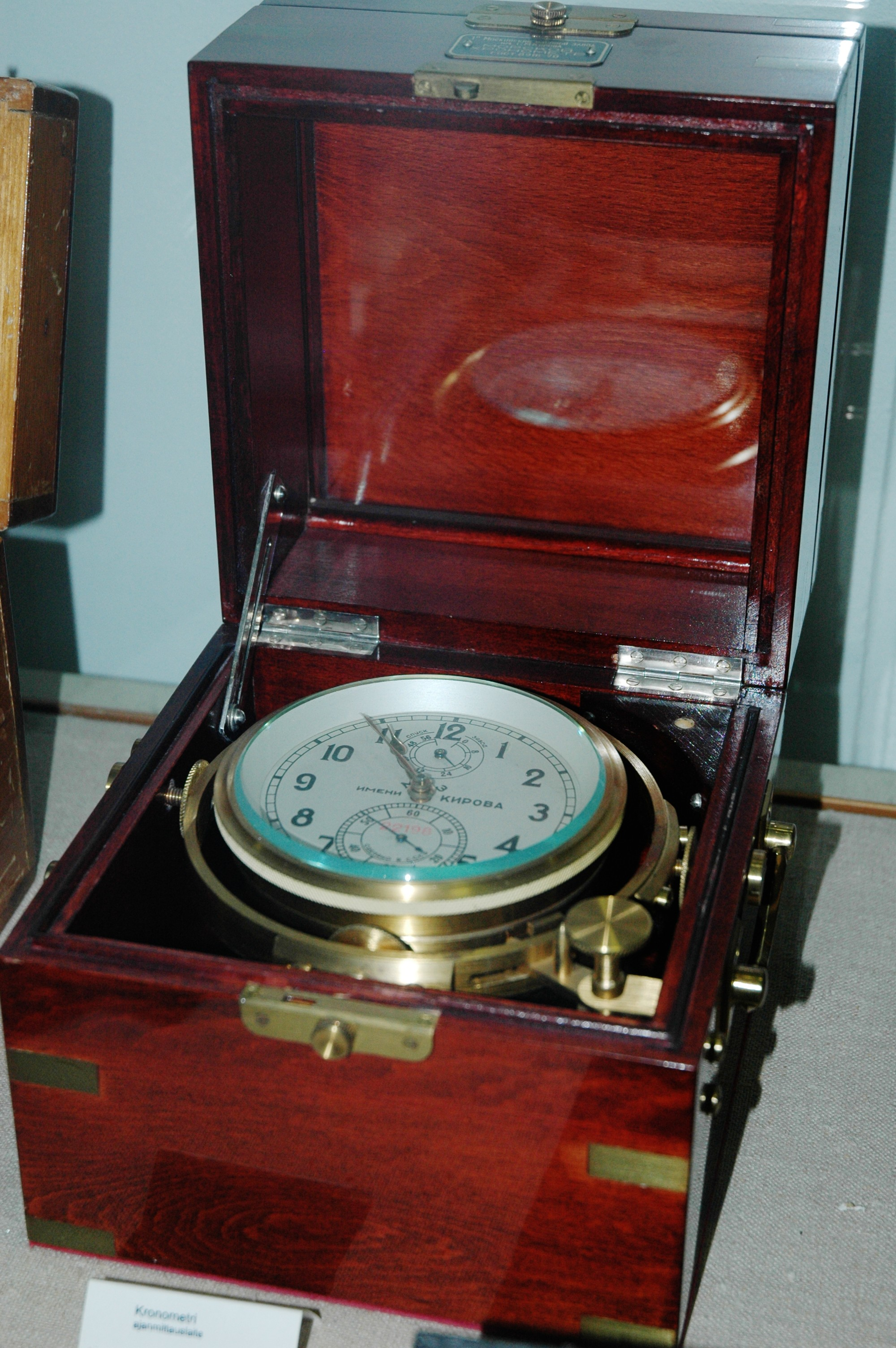
Marin kronometer

En kronometer är ett ur med tillräcklig precision och okänslighet för att användas i astronomisk navigation (se longitudproblemet). Termen kan också användas för klockor med extremt hög precision oberoende av användningsområde. I Schweiz får termen användas endast för klockor som av institutet Contrôle Officiel Suisse des Chronomètres (COSC) kontrollerats och konstaterats uppfylla av institutet fastställda krav.

## Historiskt

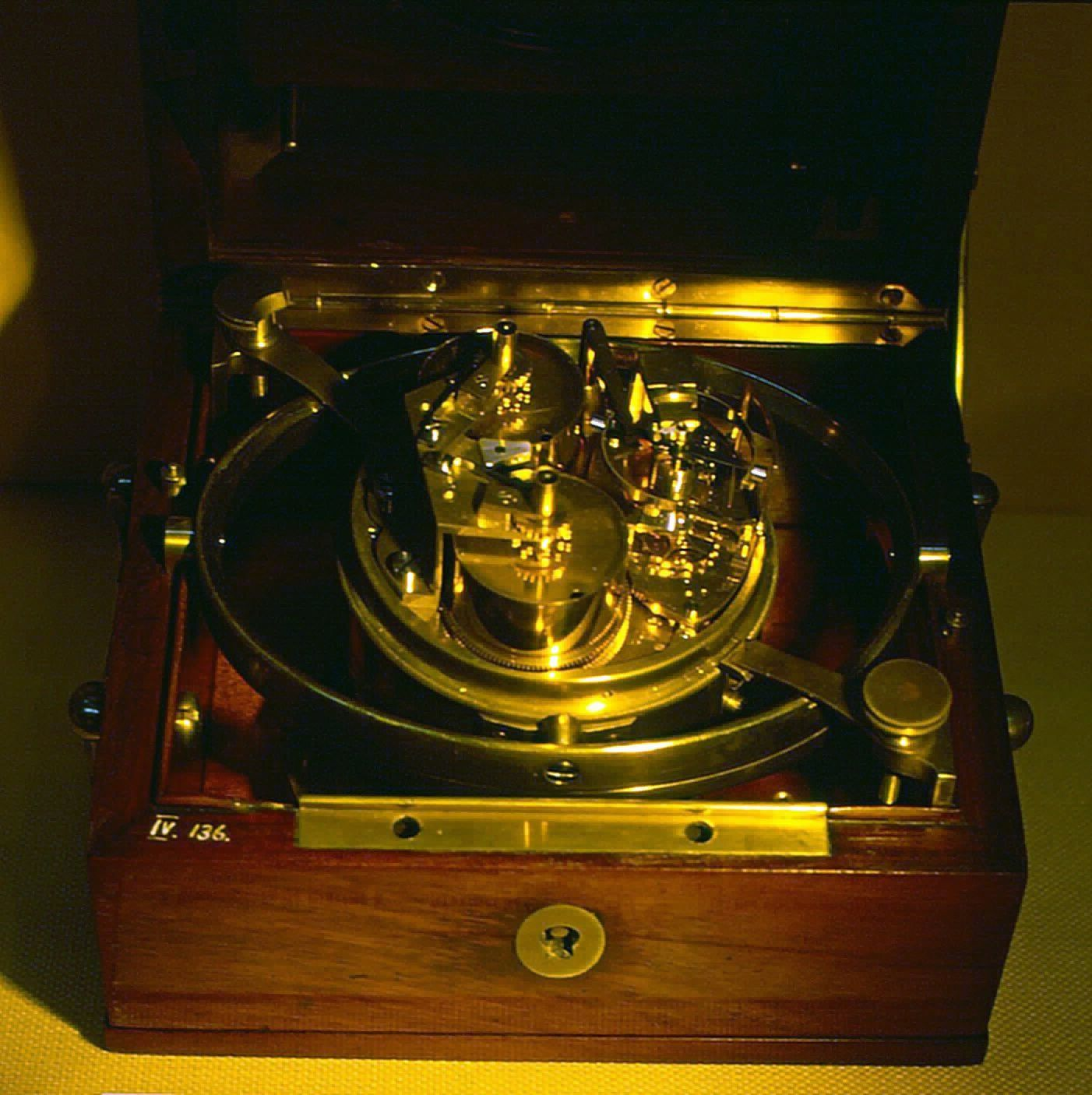
Bréguet lådkronometer

Ursprungligen användes namnet kronometer för den typ av speciellt exakt skeppsur, som möjliggjorde noggrann bestämning av longituden för ett fartygs position under längre sjöresor.
Det engelska parlamentet utfäste 1714 ett pris på 20.000 pund sterling till den som lyckades lösa Longitudproblemet, det vill säga hur man skulle kunna ange longituden på en halv grad eller 30 engelska sjömil när under en sjöresa.
Efter att ha konstruerat tre marinur med relativt stor tillförlitlighet lyckades John Harrison 1761 framställa ett ur (H4) som under en resa från Portsmouth till Jamaica och tillbaka, en resa under 161 dagar drog sig endast 1 minut och 54,5 sekunder, tillräckligt för att motsvara en felmarginal på 18 engelska sjömil och vann priset.
1767 publicerade Harrison en beskrivning av sitt ur, som kom att kallas kronometerur. Det han använde sig av var en förbättrad spindelgång.
Den engelske urmakaren John Arnold (1744-1799) kom 1782 att patentera kronometergången, som därefter kom att bli det som kom att bli kännetecknande för en kronometer. Urkonstruktionen förbättrades vid flera tillfällen, bland annat av Thomas Earnshaw (1749-1829) och svensken Victor Kullberg. Vid mitten av 1800-talet började kronometergången bli förhållandevis vanlig i ordinära fickur.

## Kronometrar testade av COSC

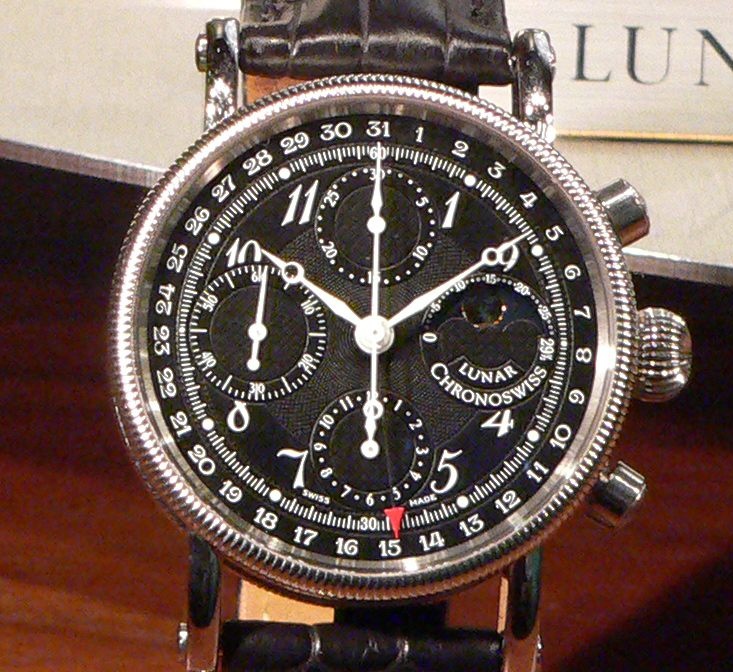
Certifierat kronometerur - tillika kronograf

Den ideella organisationen COSC förknippas numera starkt med begreppet "kronometer". COSC är den organisation som utfärdar kronometercertifikat för schweiziska klockor. 
Varje individuellt ur kontrolleras under 16 dygn avseende precision i tidsangivelse under tre olika temperaturer och i fem olika ställningar. Varje godkänt urverk tilldelas certifikat samt ett kontrollnummer som registreras och graveras in i verket. 
Eftersom de traditionella testerna är mest relevanta för mekaniska ur, antingen med automatisk eller manuell uppdragning, är det för närvarande huvudsakligen den gruppen som testas. Årligen utfärdas över en miljon certifikat, vilket motsvarar cirka 3 procent av den totala klocktillverkningen i Schweiz.

## Kvartsur
En hel del moderna elektroniska kvartsur kan ha minst lika hög precision, men får inte kallas kronometer, om de inte faktiskt kontrollerats av COSC. COSC har tagit fram en annan standard för kvartsur, som ska kunna kallas för kronometer. Dessa testas under 11 dygn och 3 temperaturer i en position, förutom en dag i förloppet då urverket roteras kontinuerligt i alla riktningar. Mot slutet av testtiden utsätts verket under ett dygn för 200 stötar motsvarande 100 gånger gravitationskraften. Just såna stötar var fatala för de tidiga kvartsuren, då stötar kunde få kristallen att lossna från sina fästen; i princip ett irreparabelt fel. En kvartskronometer ska ha en gångprecision 10 gånger högre än ett konventionellt kvartsur. 
För att klara temperaturväxlingarna måste urverket förses med särskild logik som kompenserar för variationer av svängningsfrekvens i kristallen beroende på dess temperatur.

## Begreppsförvirring
I dag förekommer det att även klockhandlare blandar ihop begreppet kronometer med det snarlika kronograf. Inget säger att en kronograf skulle vara en sämre klocka än en kronometer; det handlar snarast om att en kronograf har en speciell funktion som en sorts tidstagare eller -registrerare. Det är sålunda möjligt att ett visst urverk är både kronometer och kronograf.